# دزيهيفكا
دزيهيفكا (Дзигівка) هي قرية في منطقة يامبيل في فينيتسا أوبلاست في أوكرانيا.
يبلغ عدد سكانها حوالي 4132 نسمة.